# Аничково (Псковская область)
Аничково — деревня в Великолукском районе Псковской области России. Входит в состав сельского поселения «Лычёвская волость».
Расположена в 18 км к югу от центра города Великие Луки, восточнее Лазавского озера.

## Население
Численность населения по оценке на 2000 год составляла 26 жителей, на 2010 год — 30 жителей.